# Musée d'Art et d'Archéologie de Valence
Le musée d'Art et d'Archéologie de Valence est un musée de la ville de Valence (Drôme) situé au 4 place des Ormeaux, face à la cathédrale Saint-Apollinaire dans le quartier du Vieux Valence.
Ses collections, riches de plus de 20 000 œuvres, offrent un large panorama de l’histoire de l'Homme et des arts, de la préhistoire régionale à l’art contemporain. Le musée comporte deux sections : la section Archéologie retrace l’histoire des sociétés ayant vécu dans la moyenne vallée du Rhône, des périodes modernes en remontant jusqu’à la préhistoire ; la section Art, quant à elle, réunit peintures, dessins, sculptures et arts décoratifs.
Le bâtiment abrite également une bibliothèque de près de 10 000 ouvrages et revues spécialisées en art et archéologie.

## Présentation

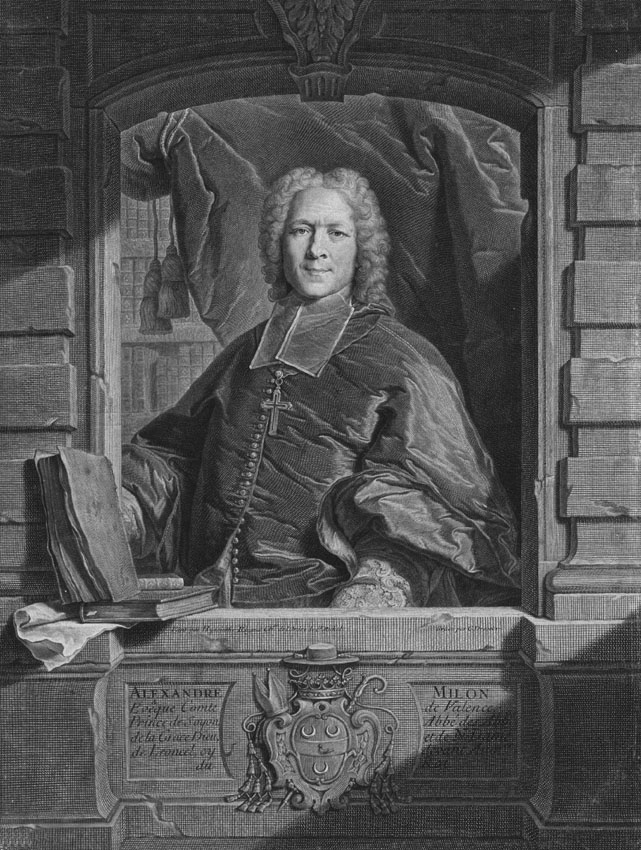
Portrait d'Alexandre Milon de Mesmes, évêque de Valence.

Seul musée des beaux-arts et d'archéologie de la Drôme, ses collections réunissent peintures, dessins, sculptures, arts décoratifs du XVIe au XXe siècle, ainsi que des pièces et objets archéologiques.
Né officiellement en 1850 à la suite d'une décision du conseil municipal, le musée d'art et d'archéologie de Valence aurait une origine bien antérieure. Un premier muséum des Arts aurait en effet été créé à l'initiative des révolutionnaires. Son ordonnance classique datant du XVIIIe siècle serait alors à mettre au crédit d'Alexandre Milon de Mesme, évêque de Valence de 1726 à 1771. Installé dans l'ancien évêché de la ville depuis le début du XXe siècle, le musée s'est enrichi progressivement de nombreuses pièces, réparties en deux collections.
La collection d'archéologie offre un éclairage chronologique et thématique sur l'histoire des civilisations ayant occupé la cité de Valence, la Drôme et la moyenne vallée du Rhône, de la Préhistoire au Moyen Âge par le biais d'objets de la vie quotidienne, de l'habitat, de rites funéraires et d'éléments architecturaux.
La collection des beaux-arts réunit peintures, dessins et sculptures du XVIe au XXe siècle. Plusieurs écoles y sont représentées : flamande et hollandaise, française pour les paysages, italienne pour les natures mortes. La collection de peintures de Hubert Robert, artiste français du XVIIIe siècle surnommé Robert des Ruines, fait la renommée du musée valentinois. D'autres collections abordent la céramique, la numismatique, le mobilier ou encore les sciences de la nature.

## Extension du musée (2009-2013)

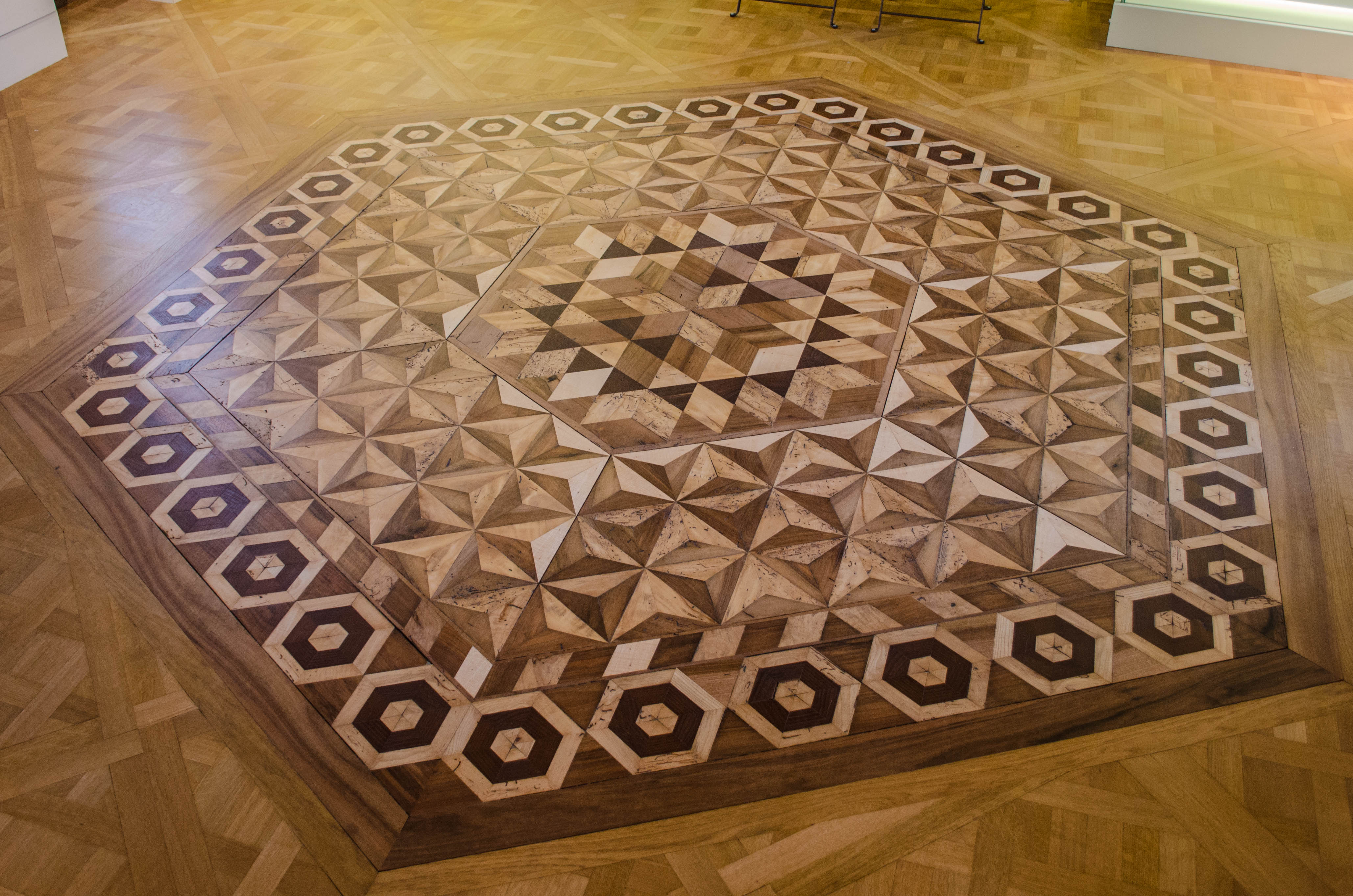
Parquet d’une des salles.

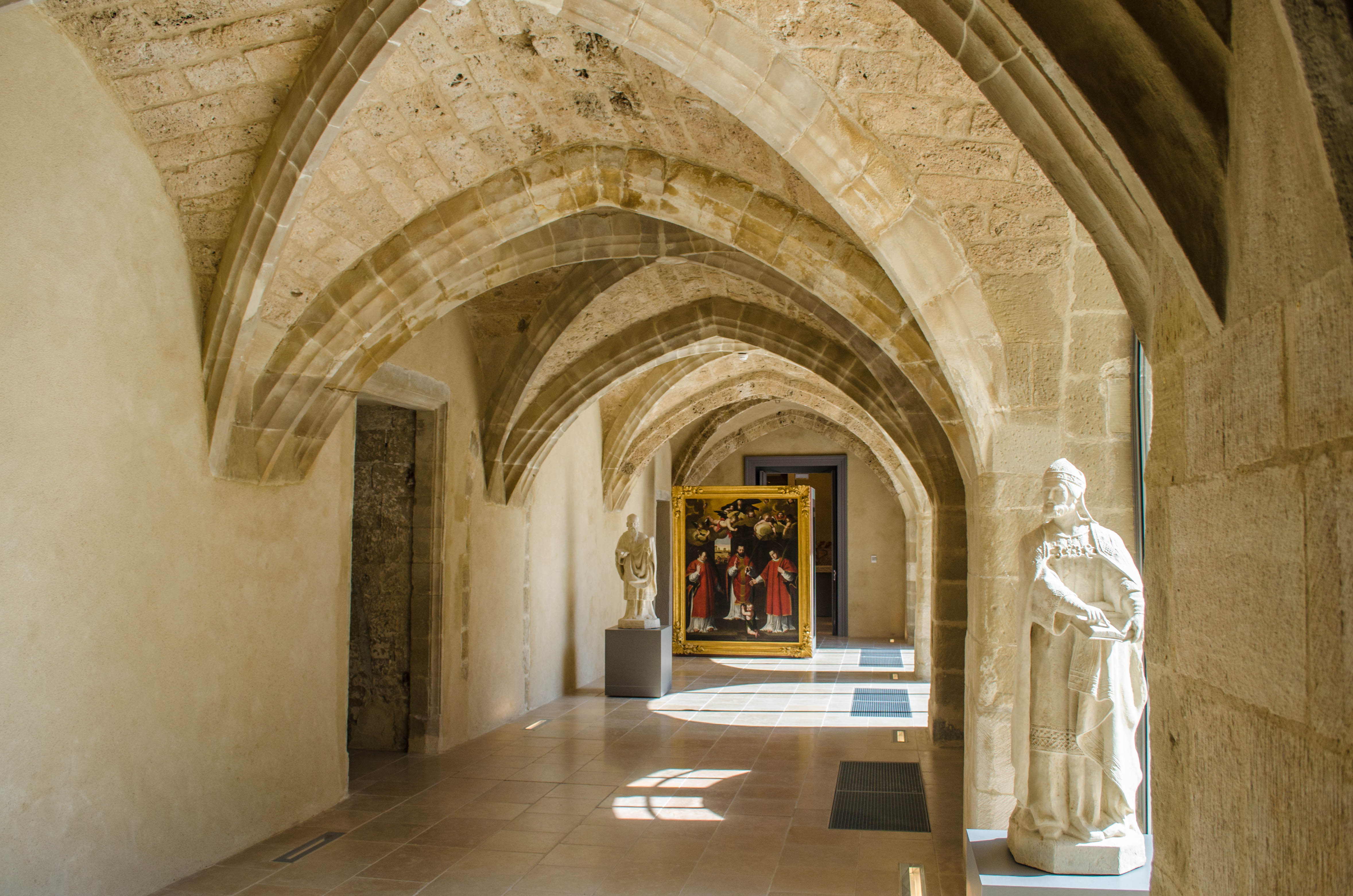
Galerie de l’ancien cloître.

La dernière rénovation du bâtiment remontait à 1971. Les travaux de rénovation-extension du musée de Valence, entrepris par l'architecte Jean-Paul Philippon, permettent l'agrandissement du bâtiment (de 2 000 à 5 750 m2), la création d'un belvédère offrant une vue à 360° du paysage naturel et urbain drômois et ardéchois, la construction d'un bâtiment à l'architecture contemporaine, la mise en valeur du patrimoine historique et architectural du lieu ; la création d'une entrée côté boulevards par la construction d'une passerelle aérienne, initialement prévue, n’a pas été réalisée pour des raisons de sécurité.
Les travaux d'agrandissement du musée (qui ont commencé en 2009) ont été achevés en décembre 2013. L’ouverture au public s’est faite le 14 décembre 2013.
Le nouvel aménagement du musée se compose de trente-cinq salles, réparties sur cinq niveaux : au rez-de chaussée, les collections archéologiques se poursuivent aux cinquième et quatrième niveaux, puis on remonte le temps en descendant vers les niveaux inférieurs. L’aménagement a permis des circulations faciles par escaliers et ascenseurs, et privilégié l’éclairage naturel, ouvrant de nombreuses vues sur la ville et le Rhône, tout en mettant en valeur l’architecture de l’ancien évêché selon l'architecte et les équipes de conservation.
Si ces travaux ont effectivement permis un redéploiement des collections dans une présentation renouvelée et d'augmenter le nombre d'œuvres exposées, les extensions modernes ont aussi en partie dénaturé le bâtiment, l’ancien évêché en plein centre historique de Valence, en face de la cathédrale. Cette incursion du contemporain (création d'un belvédère particulièrement visible sur une toiture ancienne, insertion d'une nouvelle aile entre deux ailes anciennes) et l'ouverture de certains volumes intérieurs anciens dans un édifice emblématique du patrimoine valentinois et jusqu'ici bien préservé ont été dénoncés par certains défenseurs du patrimoine. Le nouvel aménagement a cependant permis de mettre au jour des parties anciennes, et d’ouvrir de nombreuses perspectives sur l’extérieur.

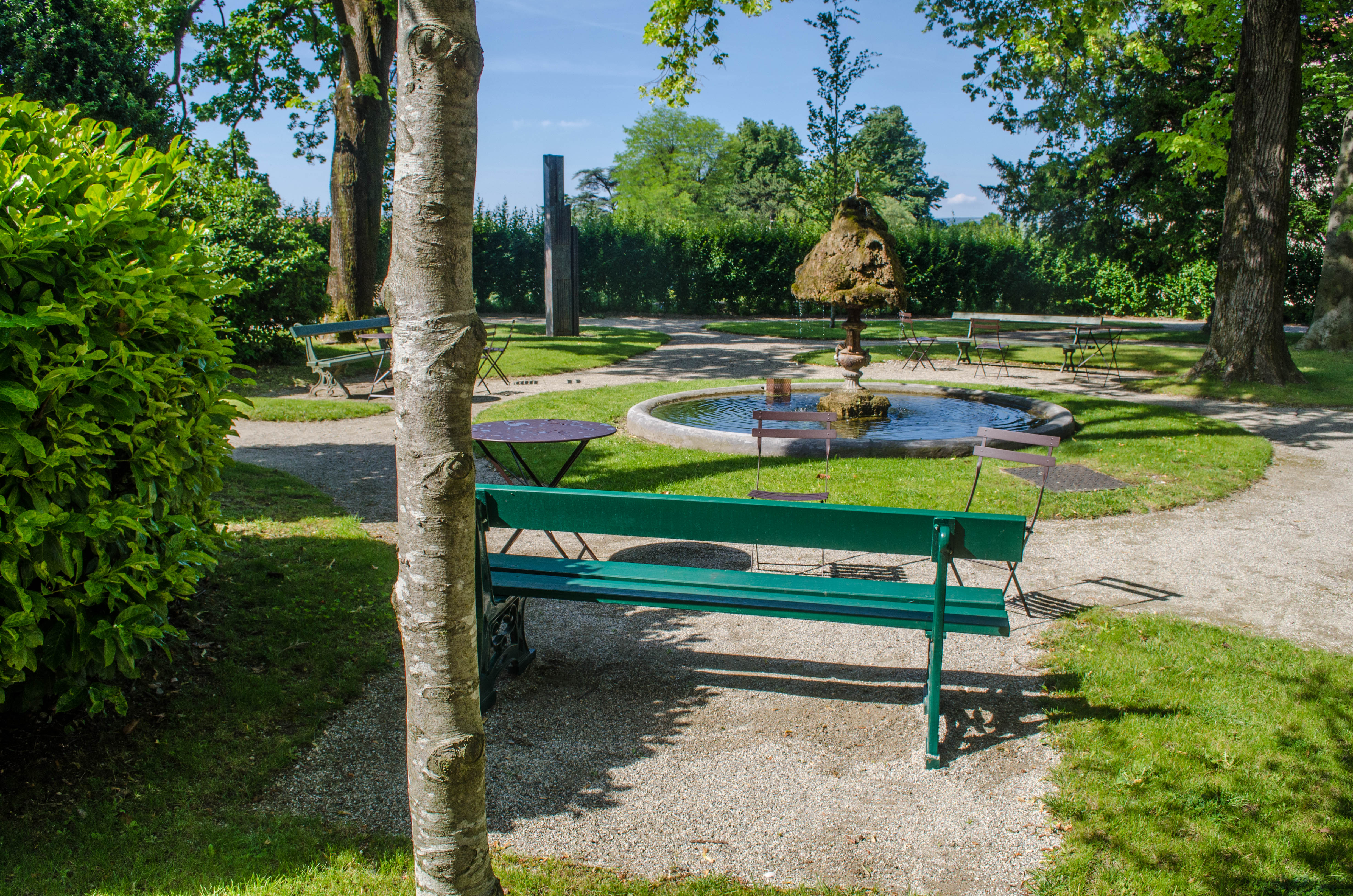
Le jardin.
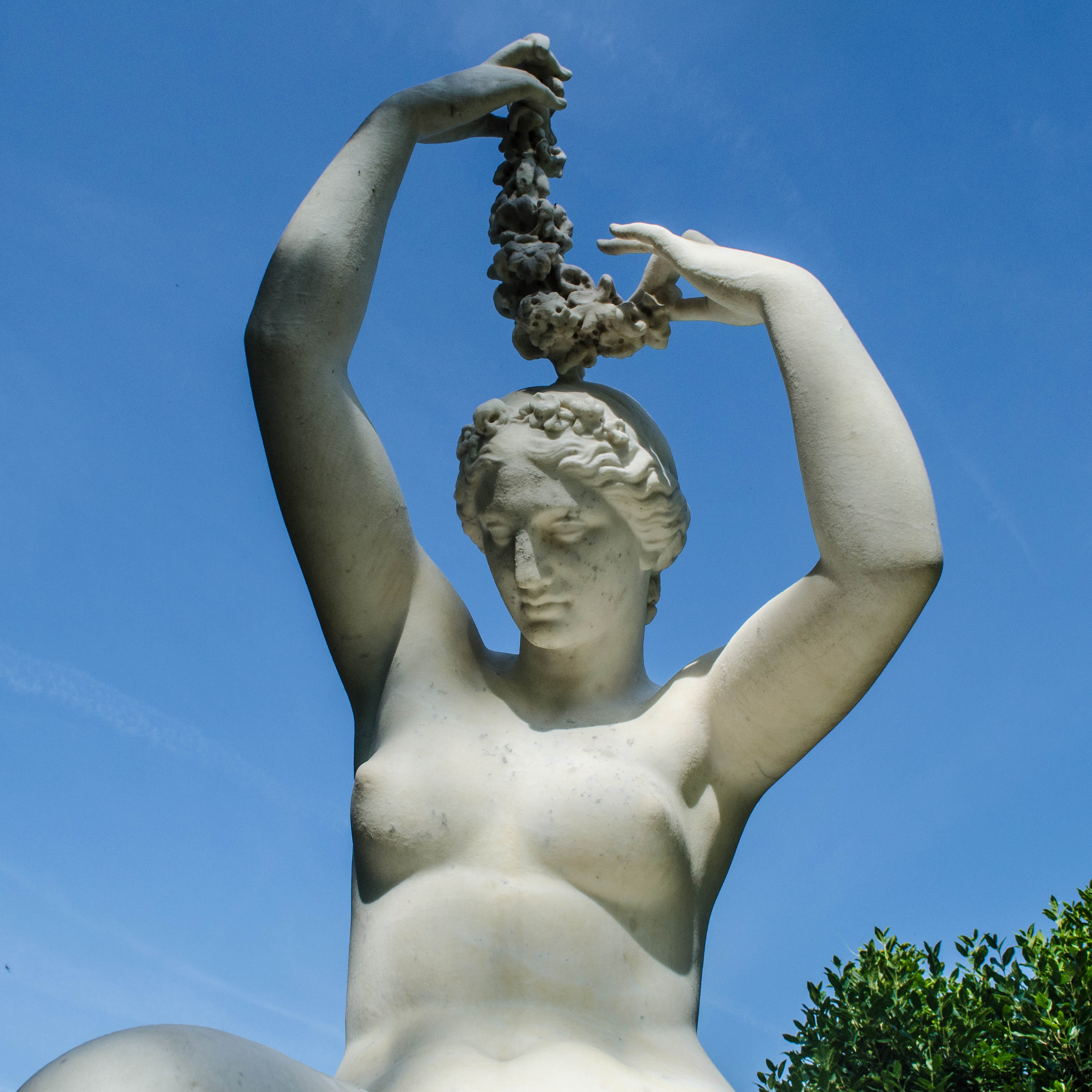
Détail d’une sculpture dans le jardin.
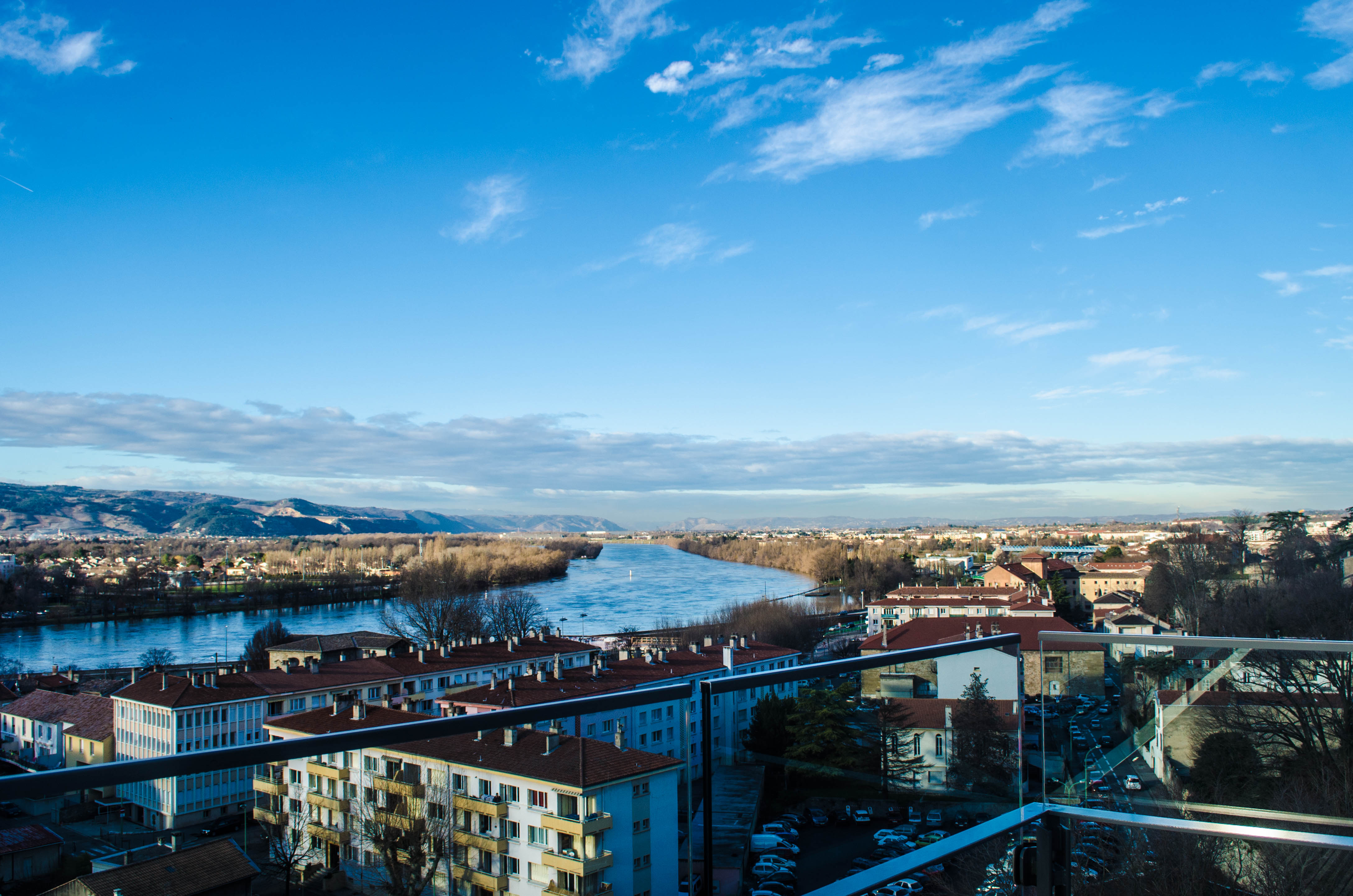
Vue vers le nord depuis la terrasse supérieure du musée.

## Collections

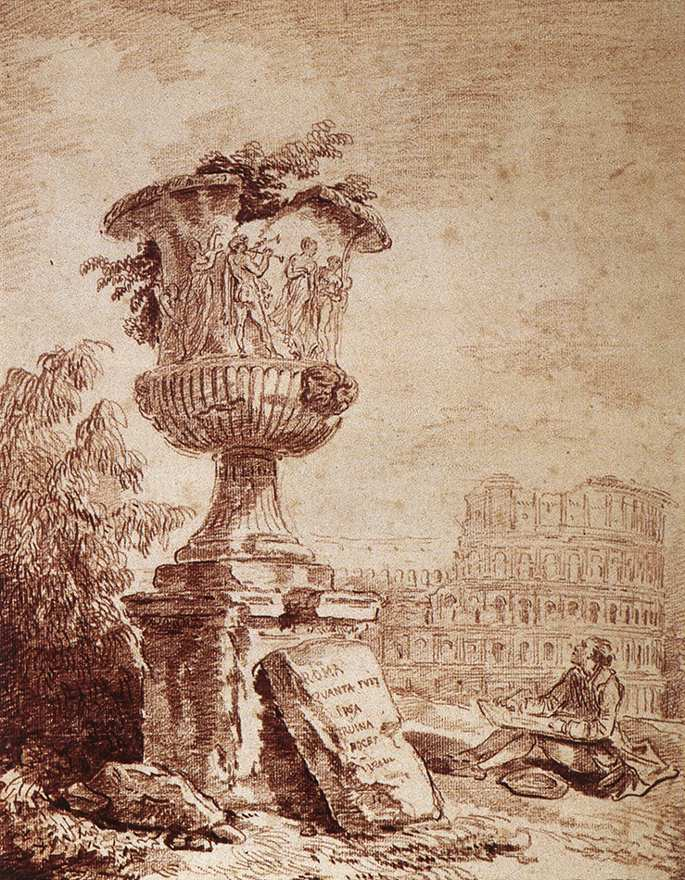
Hubert Robert, Le Vase Borghese, sanguine, vers 1775.

Les collections du musée comprennent peintures, dessins, sculptures et arts décoratifs du XVIe au XXe siècle, ainsi qu'une collection archéologique et une d’histoire naturelle.

### Arts
En peinture, l'art du XVIe au XVIIIe siècle est représenté avec des œuvres de Gillis van Coninxloo, Cornelis Norbertus Gysbrechts, Gerrit van Honthorst, Pieter van Mol, Pierre Patel, Jean-Baptiste Blanchard, Paolo Porpora et un tableau au sujet sacré peu représenté :  Le Songe de saint Pierre.
La peinture du XVIIIe siècle est illustrée par des œuvres de Hyacinthe Rigaud, Nicolas Courtin, Jean-Baptiste Perronneau, Jean-Nicolas Servandoni, Giovanni Paolo Panini, Jacob Philipp Hackert et une magnifique collection de peintures d'Hubert Robert (qui comprend également de nombreux dessins, notamment des sanguines), la plus complète au monde avec celles du musée du Louvre et du musée de l'Ermitage.

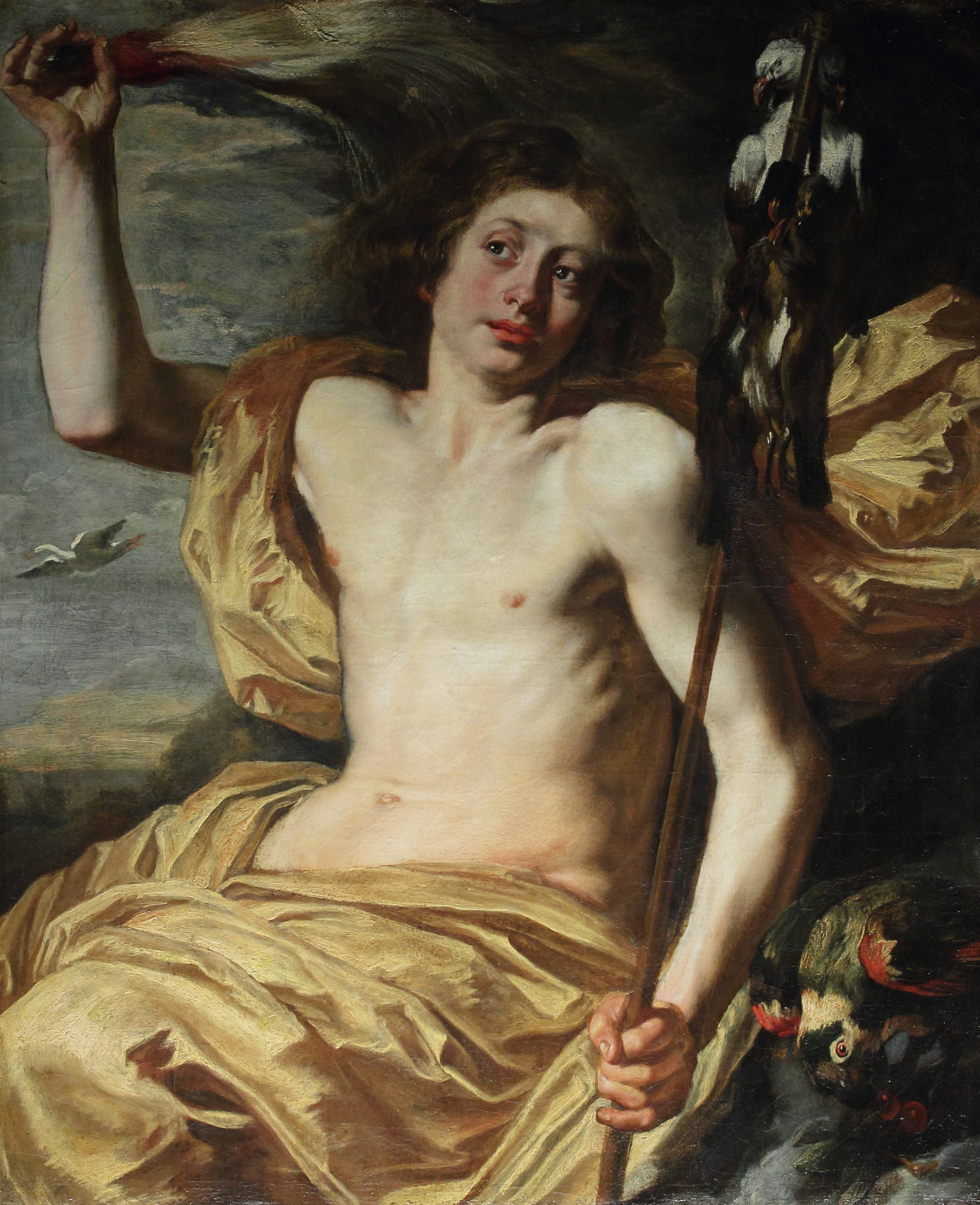
Pieter van Mol, Allégorie de l’Air (v. 1620-1630).
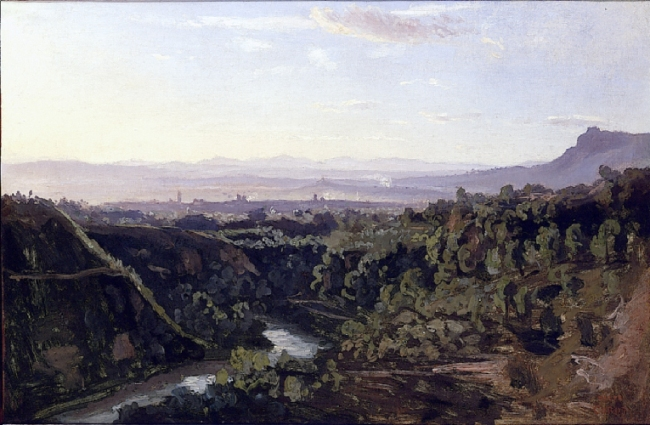
Corot, Papigno, rives escarpées et boisées (1826).

Pour le XIXe siècle, la peinture d'histoire est représentée par des tableaux d'Hippolyte Bellangé, Alexandre-Evariste Fragonard, Fortuné Dufau, Achille Devéria, Horace Vernet et les sculpteurs Louis Pierre Deseine et Auguste-Hyacinthe Debay. La peinture de paysage est représentée par des œuvres de Jean-Joseph-Xavier Bidauld, Louis-Auguste Lapito, Eugène Delacroix, Paul Huet, Georges Michel, Stanislas Lépine, Charles-François Daubigny, Jean-Baptiste Camille Corot, Théodore Rousseau, Narcisse Díaz de la Peña et Eugène Boudin.
Pour le XXe siècle le musée possède notamment des œuvres d'André Lhote, de Bram van Velde, du sculpteur Étienne-Martin, d'Anne Dangar, de Henri Michaux, Pierre Tal Coat, Gabriel Dauchot, Pierre Soulages ou encore Gérard Garouste.

### Archéologie
L’archéologie est représentée par de nombreux vestiges trouvés sur place, des autels, dont deux autels tauroboliques, des sculptures, des mosaïques (Les Travaux d’Hercule).

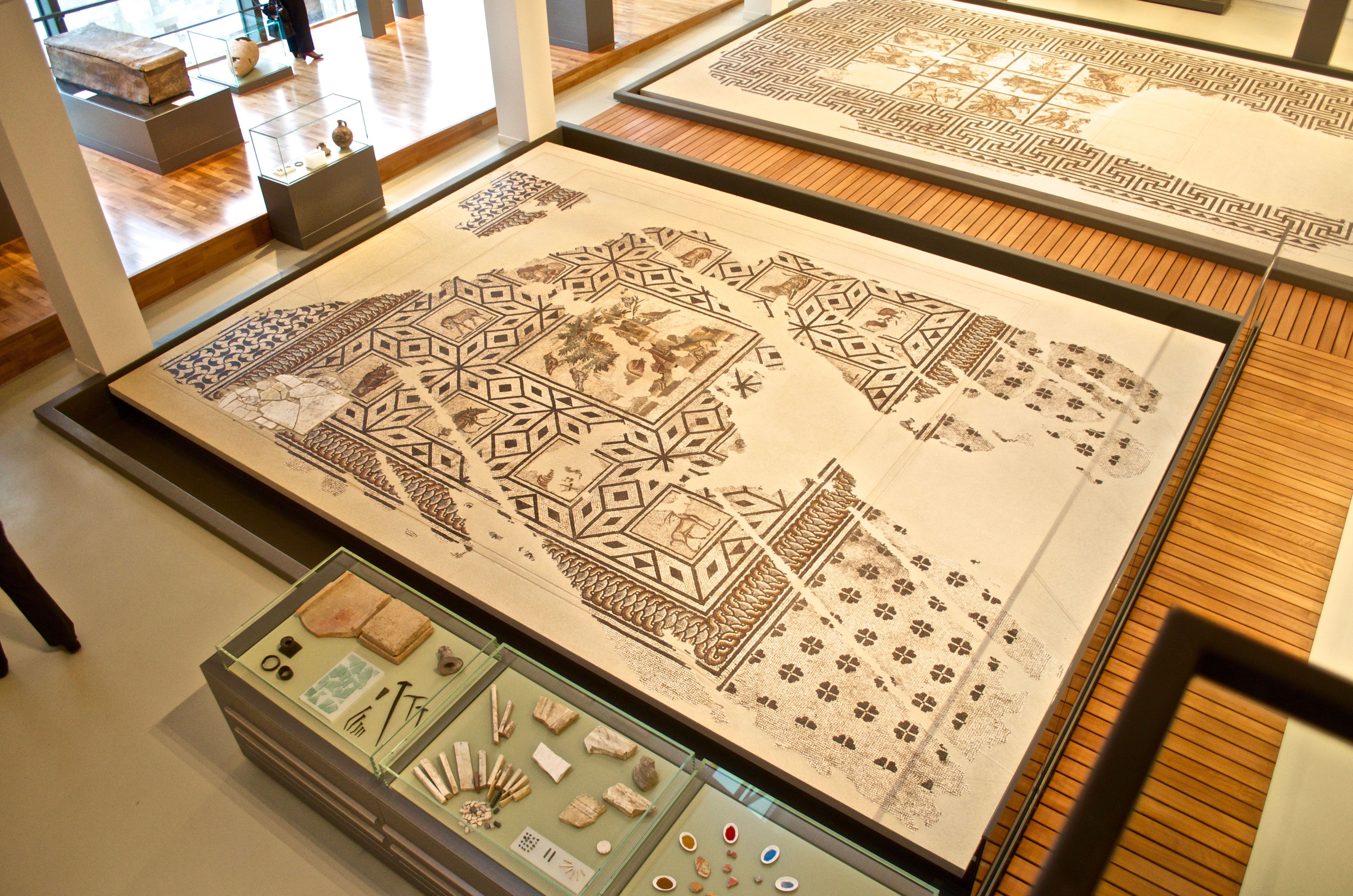
Salle des mosaïques.
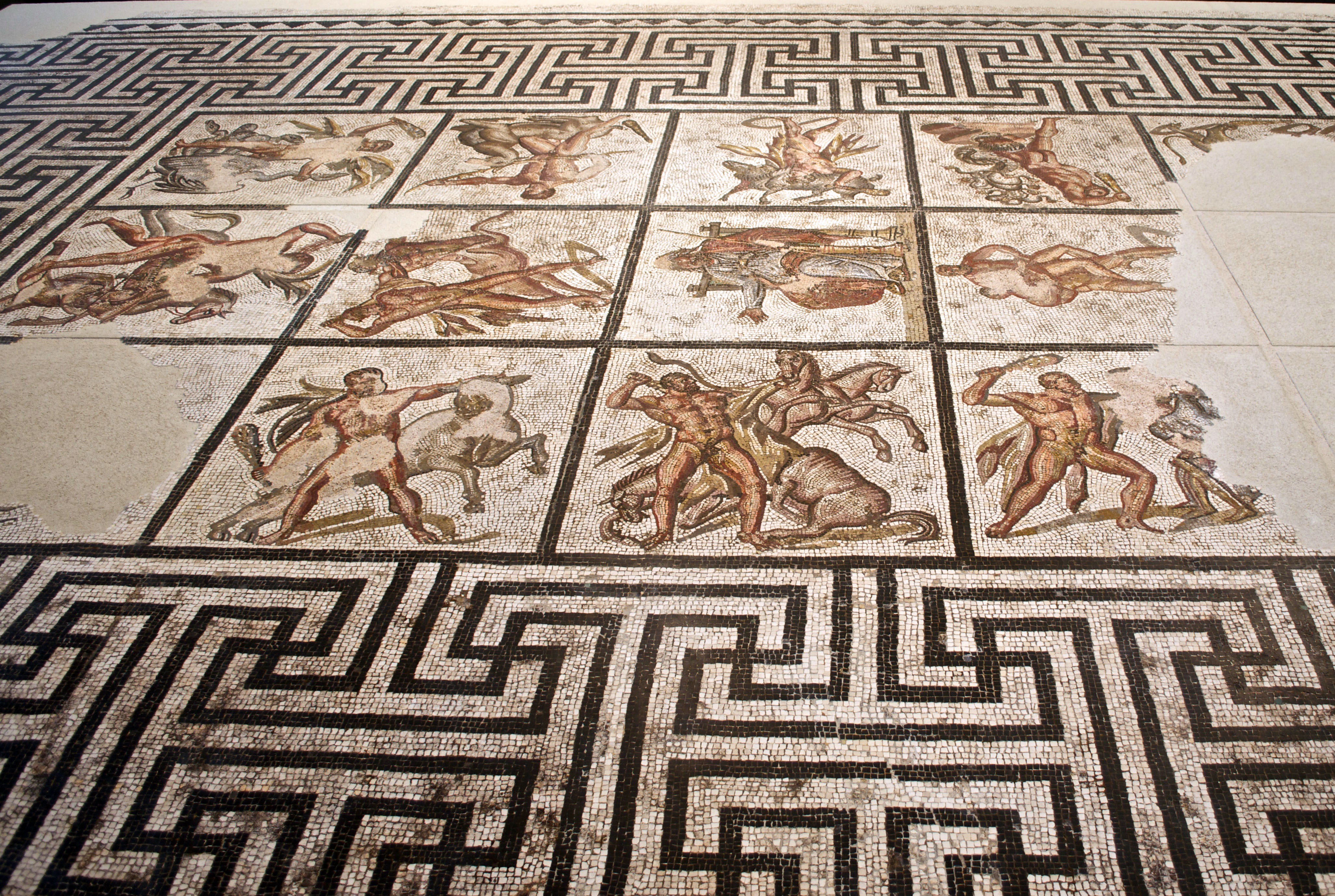
Mosaïque des Travaux d’Hercule.
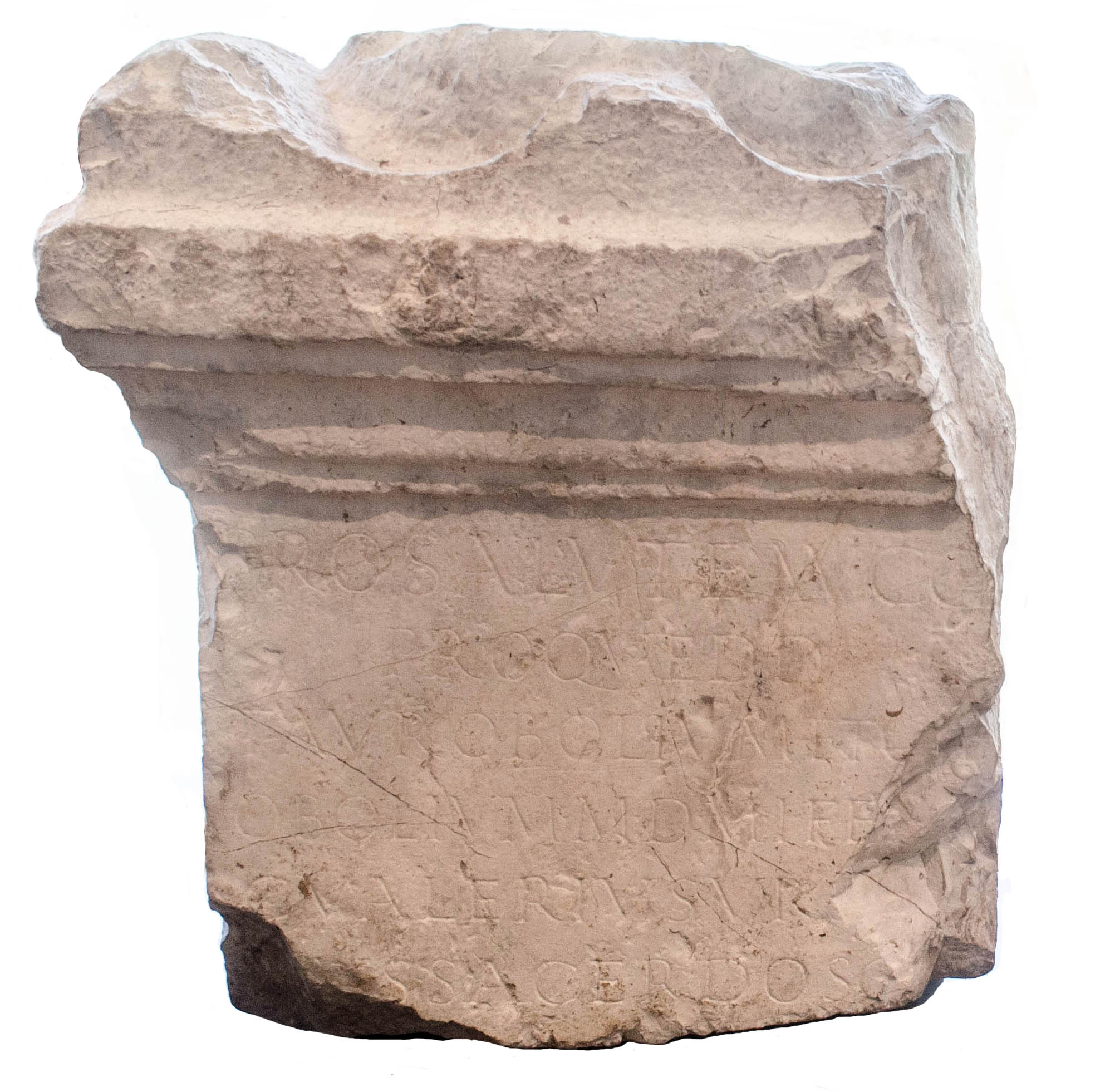
Autel taurobolique.
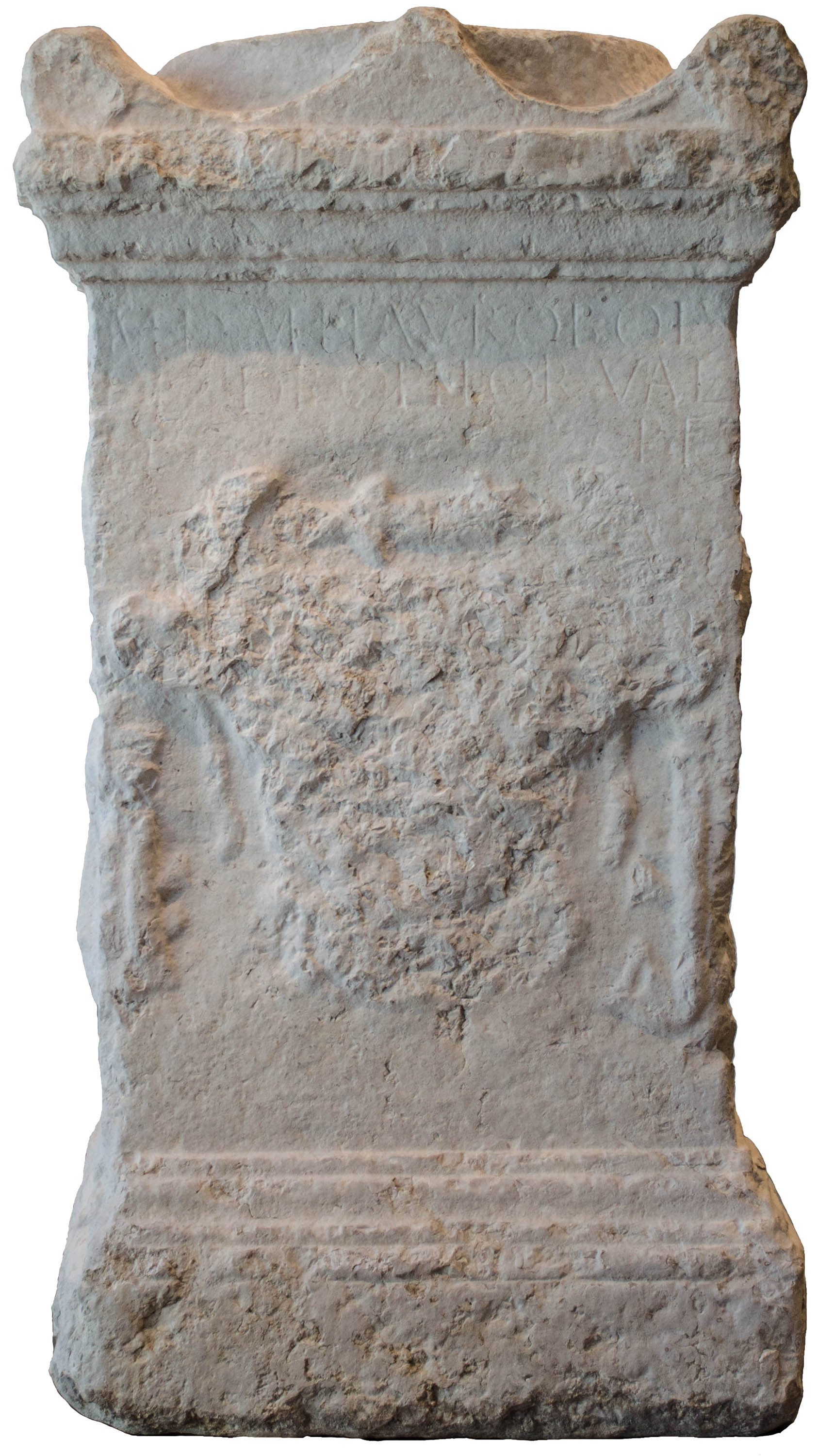
Autel des dendrophores.

### Histoire naturelle
L’ancienne collection d’histoire naturelle, comprenant de nombreuses espèces animales naturalisées, a été conservée.

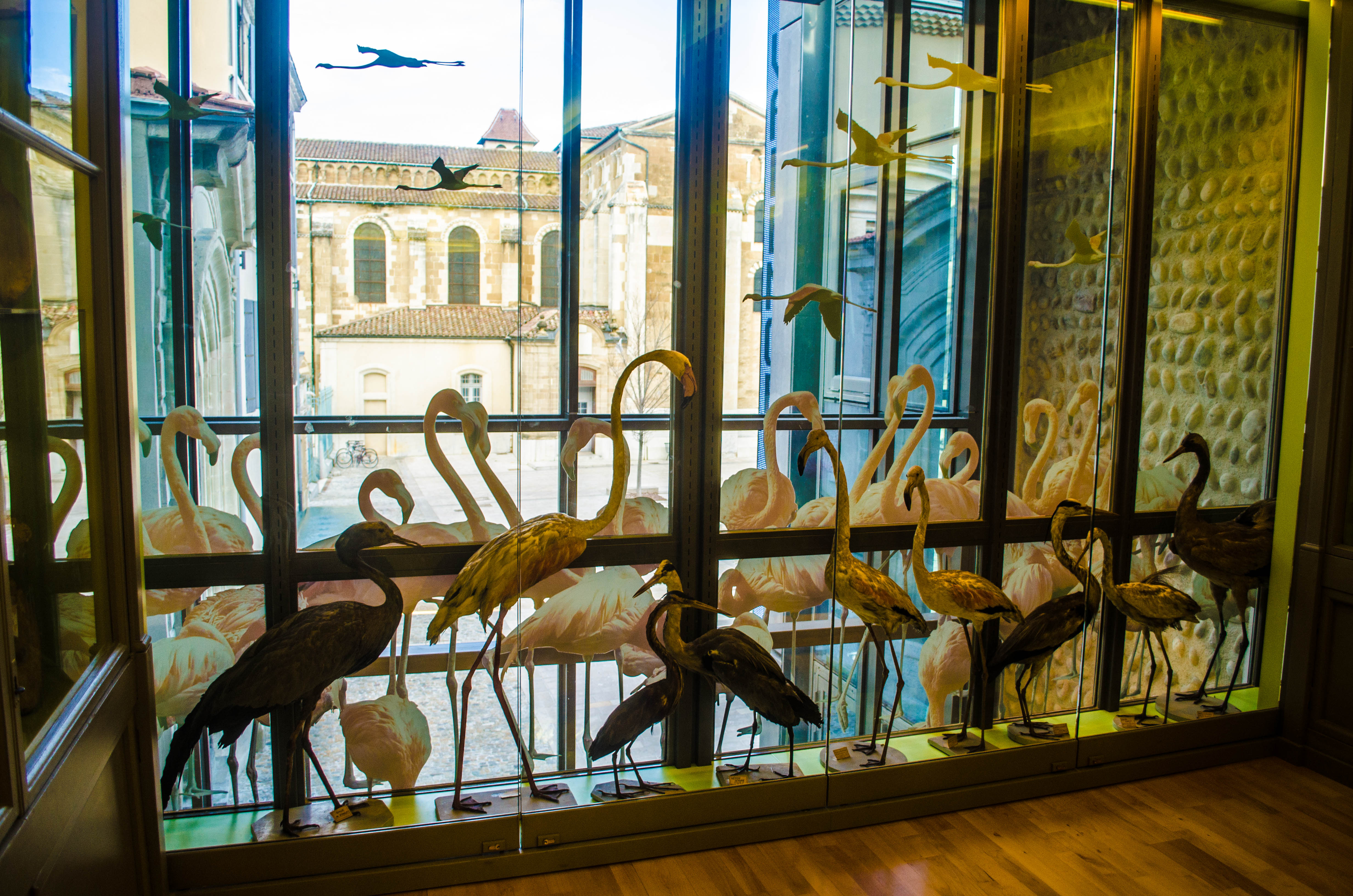
Galerie d’histoire naturelle : flamants roses.
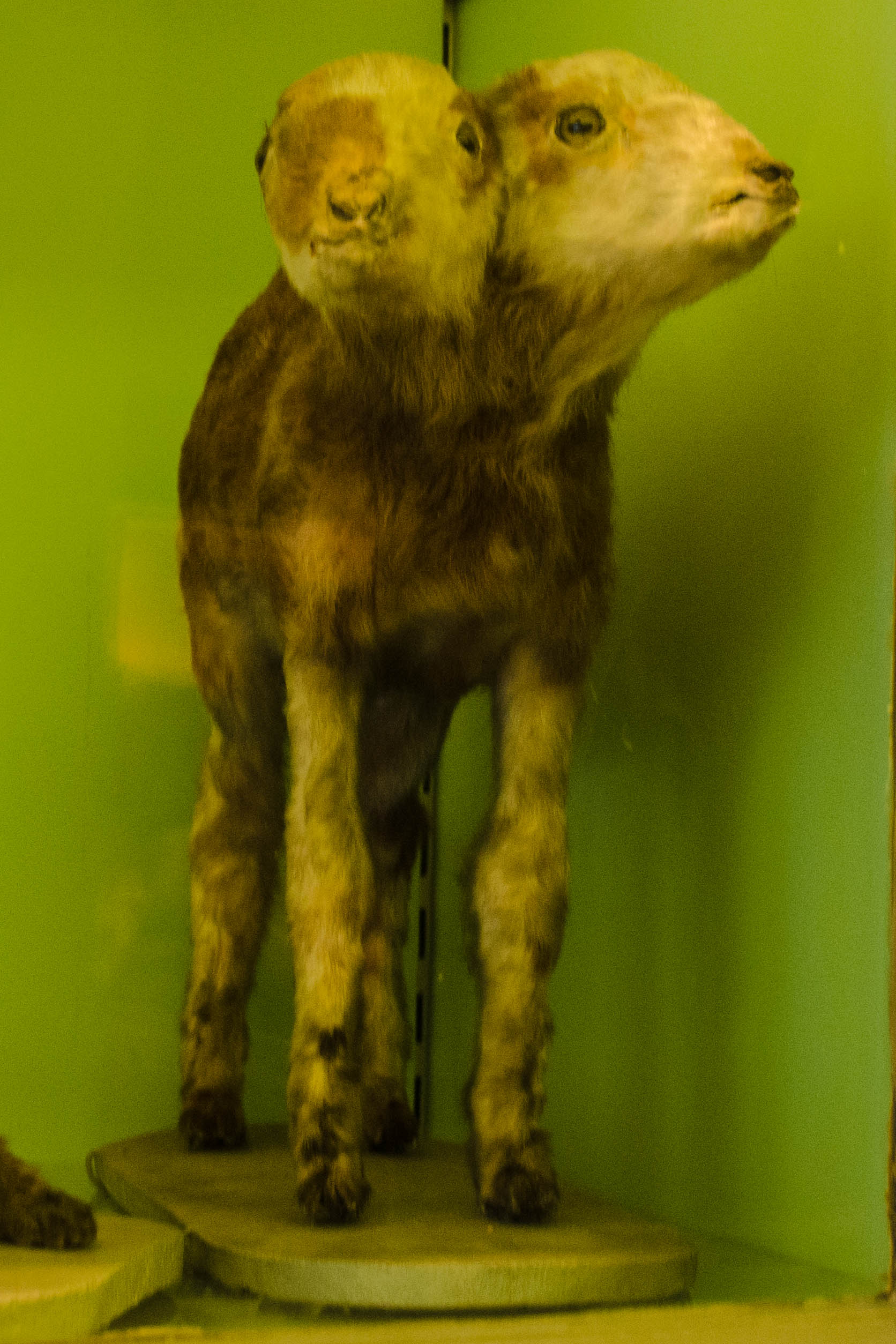
Le célèbre chevreau à deux têtes.

## Bibliothèque Arsène-Héritier
L’espace du musée abrite aussi la bibliothèque Arsène-Héritier, qui contient plus de 10 000 volumes et revues consacrés à l’art et à l’archéologie. Elle fonctionne en réseau avec la médiathèque et la documentation de l’École supérieure d'art et design de Valence.
Arsène Héritier (1911-1998) était un instituteur et érudit drômois, membre de l’Académie drômoise des lettres, des sciences et des arts, président de la Société des études universitaires drômoises, auteur de nombreuses études publiées dans la Revue drômoise et Études drômoises.